# Aurorazhdarcho
Aurorazhdarcho (il cui nome significa "azhdar dell'alba") è un genere estinto di pterosauro ctenocasmatide vissuto nel Giurassico superiore, circa 150 milioni di anni fa (Titoniano), in quelli oggi sono i calcari di Solnhofen, in Baviera, sud Germania. Il genere contiene una singola specie, ossia A. micronyx, precedentemente considerata una specie di Pterodactylus.

## Descrizione

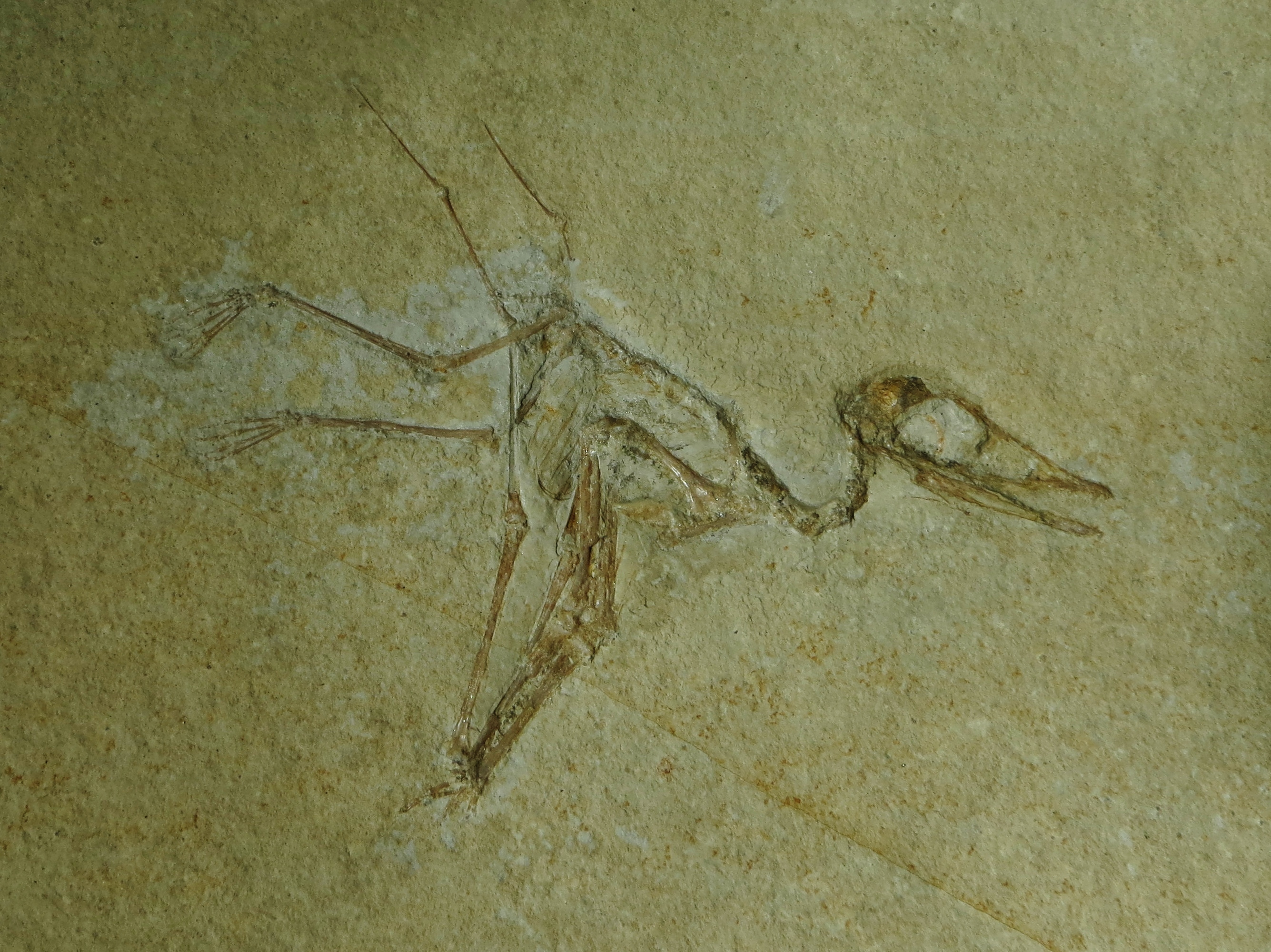
Esemplare al Teylers Museum

Aurorazhdarcho era uno pterosauro relativamente piccolo. Gli elementi combinati di una singola ala dell'esemplare tipo hanno la lunghezza di 537,8 millimetri. Le impressioni fossili indicano che la testa era piuttosto allungata e le orbite erano posizionate nella parte alta del cranio. Il cranio inoltre possedeva una cresta alta e arrotondata. Inoltre, impressioni presenti sul collo indicano la presenza di una sacca golare, simile a quella dei pellicani.
La cintura scapolare era stata ricostruita dai descrittori con un giunto delle spalle basso. Le gambe erano relativamente lunghe con la tibia di oltre un terzo più lungo del femore. Nell'ala i metacarpali erano molto allungati, in particolare il quarto metacarpale era più lungo del avambraccio. Dalla prima alla quarta falange, le ossa erano lunghe rispettivamente 119, 70,8, 50,8 e 50,6 millimetri.
Il cranio è conosciuto solo da esemplari giovani. Il cranio era allungato, con il suo margine superiore notevolmente concavo verso l'alto, e con un rostro sottile e allungato. Le sue mandibole avevano fino a 18 denti strettamente distanziati, lunghi e leggermente curvati verso il lato della mascella. I denti anteriori erano angolati anteriormente, mentre i denti posteriori erano più corti e più in posizione verticale. Quando l'animale chiudeva le fauci i denti si serravano tra loro, come una cerniera; secondo Bennett (2013) questa conformazione dentaria creava una sorta di gabbia che intrappolava le prede pescate in acqua, anche se la mancanza di un meccanismo di pompaggio dell'acqua suggerisce una funzione più simile alle mascelle dei becco a spatola, che muovono con le mascelle aperte e le richiudono quando catturano singole prede, come in altri ctenochasmatoidi.

## Classificazione

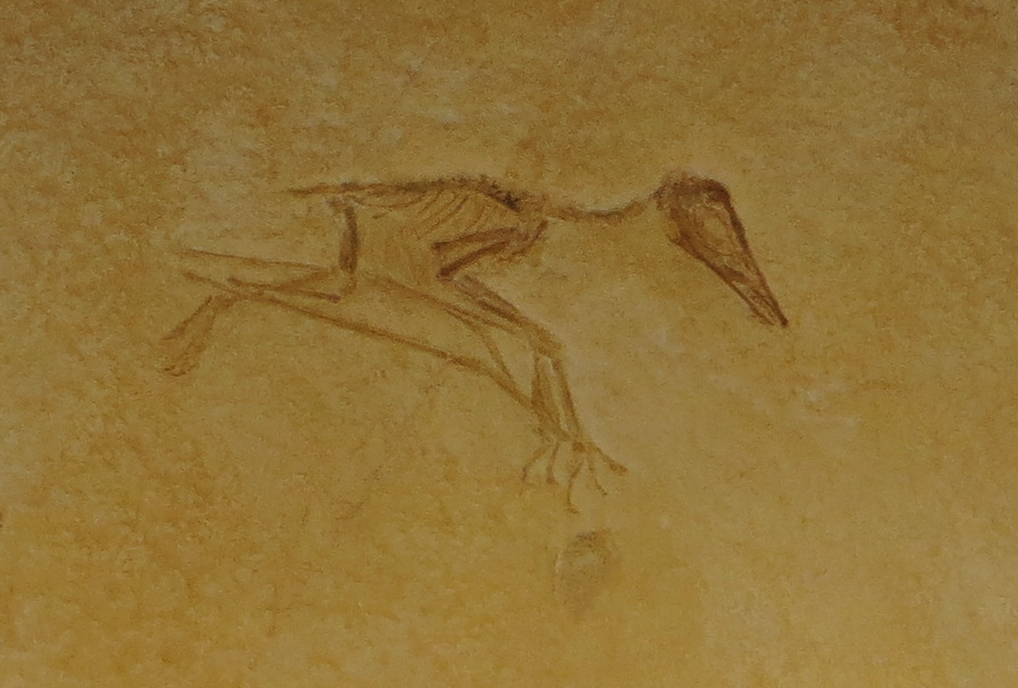
Esemplare a Bonn

Al momento della sua nomenclatura, Aurorazhdarcho fu assegnato dai suoi autori agli Azhdarchoidea, e collocato in una nuova famiglia, i Protazhdarchidae, di cui sarebbe stato l'unico membro. Sarebbe quindi il più antico azhdarchoide noto, con la sola dubbia eccezione del materiale attribuito a "Doratorhynchus".
I descrittori hanno rifiutato l'uso di un'analisi cladistica per stabilire la filogenesi. Usando il metodo comparativo, essi hanno scoperto che Aurorazhdarcho era più vicino nelle proporzioni allo ctenocasmatide Ctenochasma elegans, una specie nota anche da Solnhofen, ma hanno concluso che Aurorazhdarcho apparteneva agli Azhdarchoidea poiché condivideva alcuni adattamenti chiave di evoluzione con quel gruppo, tra cui il cinto scapolare basso. La posizione dell'articolazione della spalla in Ctenochasma non poteva essere stabilita, ma i descrittori ritenevano che fosse più elevata a causa della stretta relazione di quel taxon con Pterodactylus.
Bennett (2013), sulla base dell'analisi di tutti gli esemplari conosciuti di Aurorazhdarcho micronyx e tenendo conto della sua breve morfologia del collo e del pedale, lo ha classificato come uno ctenocasmatide.

## Storia della scoperta

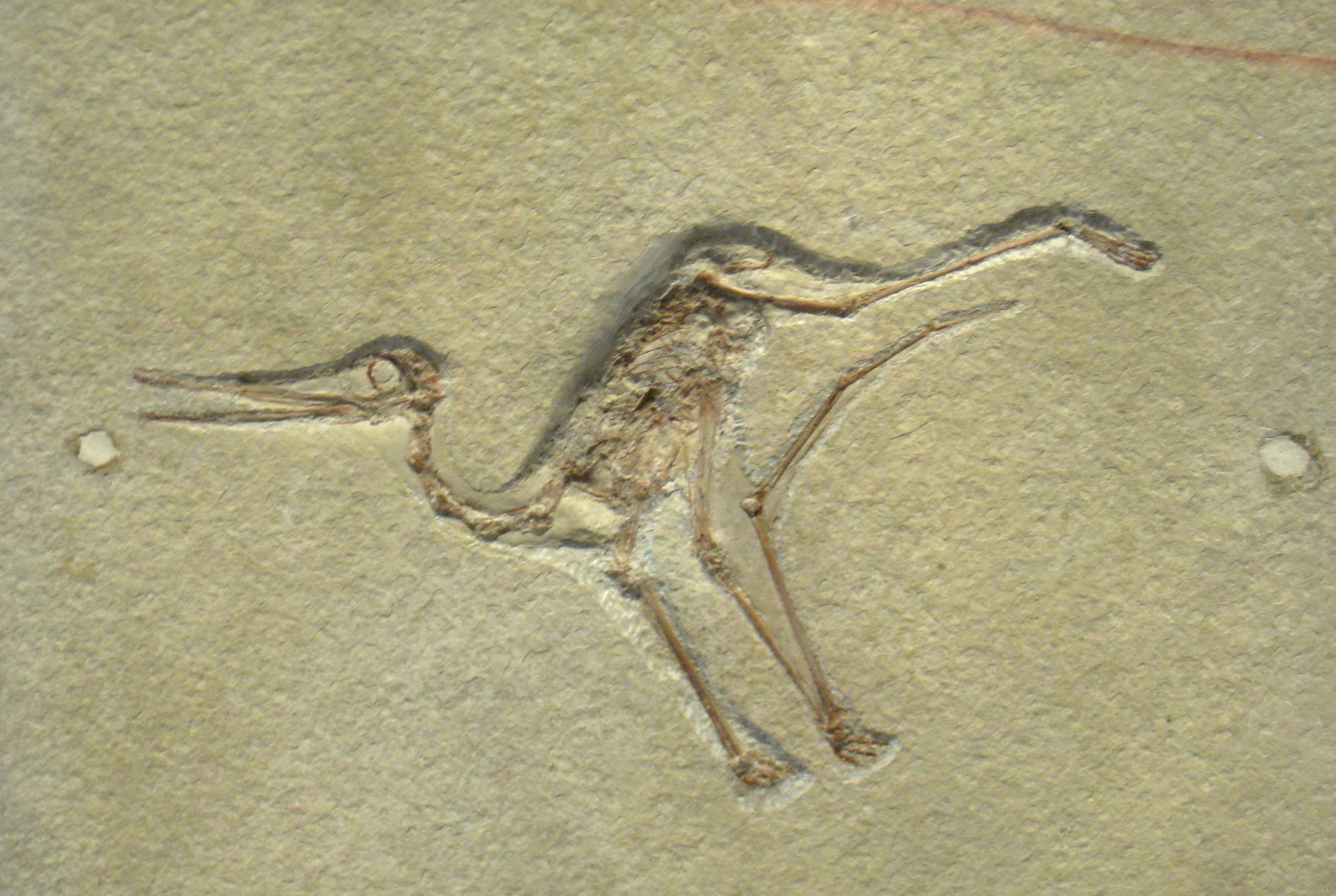
Esemplare fossile, CM 11426, formalmente riferito a Pterodactylus micronyx

### Prime scoperte
Un esemplare, originariamente classificato come Pterodactylus micronyx (ora Aurorazhdarcho micronyx) fu uno dei primi, se non il primo, fra i ritrovamenti fossili di uno pterosauro. L'olotipo di P. micronyx, noto anche come "Pester Exemplar", è stato originariamente parte della collezione fossile privata di Maria Anna d'Asburgo. L'evidenza suggerisce che il "Pester Exemplar" sia stato scoperto tra il 1757, quando Maria Anna (che stava guarendo da un grave caso di polmonite e tubercolosi) cominciò a raccogliere fossili, e il 1779, quando l'esemplare fu studiato da uno scienziato. Ciò si sovrappone con il tempo possibile per la scoperta dell'olotipo di Pterodactylus antiquus, spesso considerato il primo pterosauro ritrovato, scoperto tra il 1767 e il 1784.
Il "Pester Exemplar" è costituito da uno scheletro di pterosauro giovane parzialmente disarticolato e mancante di un cranio. A causa di questo e dell'antica (e al tempo completamente sconosciuta) anatomia degli pterosauri, l'esemplare fu originariamente identificato, erroneamente, come un crostaceo decapode, quando fu studiato da Ignaz von Born, un naturalista di stampo illuministico. Nel 1871, l'esemplare fu venduto insieme al resto della collezione all'Università Reale Ungherese di Buda in Ungheria, da cui fu poi trasferito alla collezione di Pest University quando l'università si trasferì. (Nel 1950, il nome dell'università cambiò nuovamente in Università Loránd Eötvös).
Nel 1856, Hermann von Meyer studiò il "Pester Exemplar" e lo designò come esemplare tipo della nuova specie Pterodactylus micronyx dopo il confronto con i nuovi esemplari di pterosauro appena riconosciuti e meglio conservati, tutti riuniti in quel momento nel singolo genere Pterodactylus. Tuttavia, nel 1960, Peter Wellnhofer non era in grado di individuare il campione nel Museo Nazionale Ungherese o nelle collezioni dell'Università Eötvös Loránd. Wellnhofer ha quindi considerato il modello perso e ha designato un neotipo. Il "Pester Exemplar" fu ritrovato nel 1982, durante una riorganizzazione delle collezioni dell'Università Eötvös Loránd, e quindi lo status di esemplare tipo per P. micronyx è stato riassegnato.

### Scoperta di un esemplare adulto

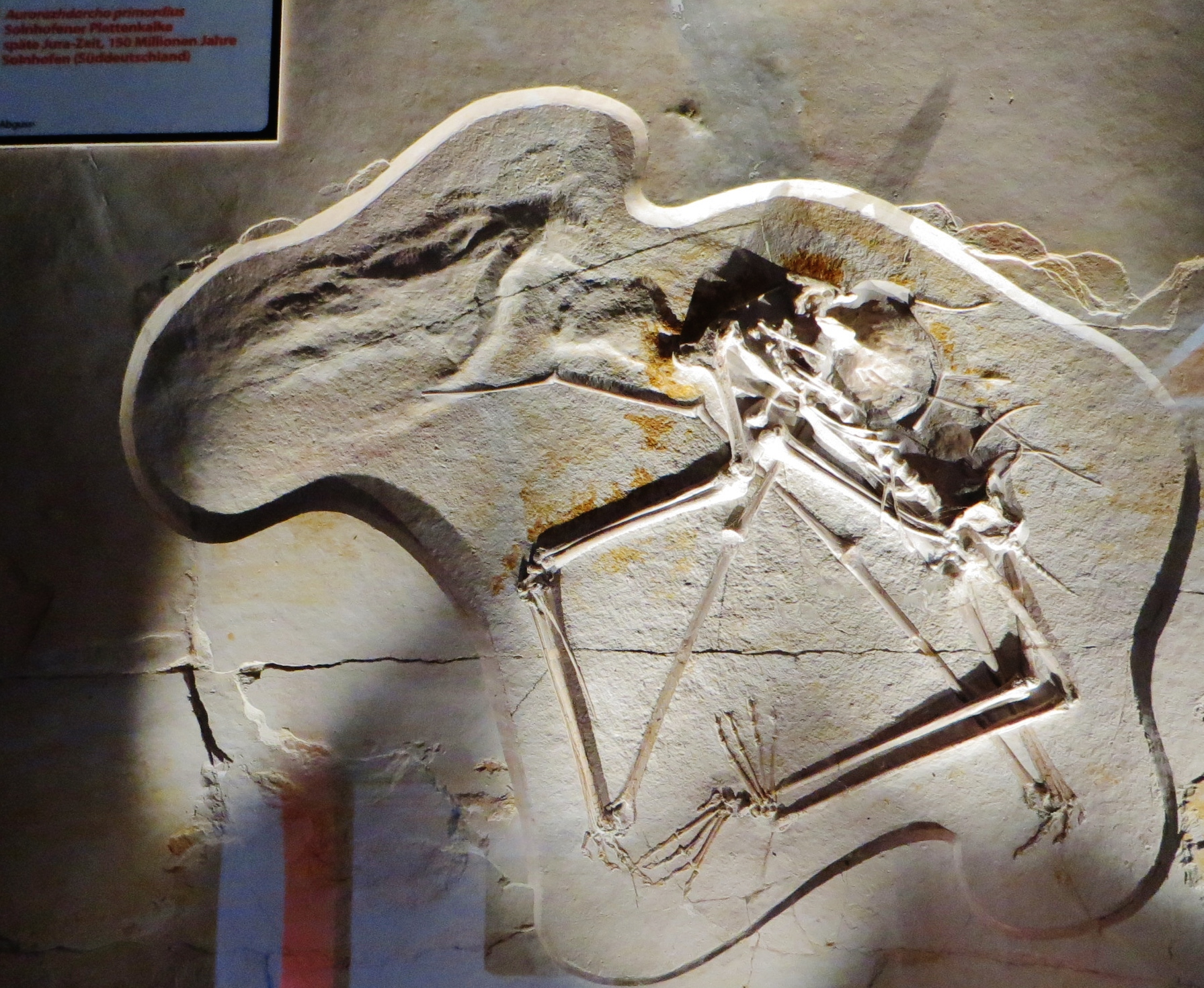
Il primo esemplare adulto conosciuto, a Basilea

Nel 1999, il paleontologo amatoriale Peter Kaszmekat scoprì il fossile di un pterosauro nella cava di Blumenberg, a tre chilometri a nord-ovest di Eichstätt, negli strati di calcare di Solnhofen. Il fossile è stato preparato da Gerhard Stoebener e acquisito dal Museo di scienze naturali di Basilea. Sulla base del campione, è stata eretta la specie tipo Aurorazhdarcho primordius, nominata e descritta da Eberhard Frey, Christian A. Meyer e Helmut Tischlinger, nel 2011. Il nome generico deriva dal latino aurora/"alba" e dal Kazakh Azhdarcho, il nome di un drago. Il nome specifico significa "primordiale" o "il primo" in latino.
L'olotipo di Aurorazhdarcho, NMB Sh 110, è stato ritrovato nella Formazione Eichstätt, risalente alla fase iniziale di Titoniano del Giurassico superiore, circa 150 milioni di anni fa. L'olotipo è costituito da uno scheletro quasi completo, conservato tridimensionalmente su una sola lastra con la controparte rimossa, a cui manca il cranio e il collo. Tuttavia, la testa e il collo sono presenti come impressioni sulla lastra, ed il movimento di questi due elementi sul fondo della laguna su cui si accasciò la carcassa ha lasciato uno stampo naturale coperto da resti organici sotto forma di fosfato di calcio, resi visibili dalla fotografia UV di Tischlinger. La causa dell'assenza del collo e della testa dell'esemplare è probabilmente dovuta all'attacco fallito di un predatore, che è quasi riuscito a strappare le due parti, dopo di che il corpo si afflosciò rapidamente sul fondale. Il gonfiore successivo alla morte avrebbe causato il distaccamento della desta e del collo dal resto del corpo. L'individuo era probabilmente un sub-adulto e, come indicato dalla fusione delle ossa nel bacino, era un maschio in quanto manca di un ampio canale per deporre le uova.
Bennett (2013) ha confrontato l'olotipo di Aurorazhdarcho primordius con gli esemplari della specie "micronyx" di Pterodactylus (denominato da Christian Erich Hermann von Meyer, nel 1856). Ha scoperto che alcune delle presunte caratteristiche distintive di A. primordius, come la lunghezza del metacarpo IV uguale alla lunghezza del raggio e dell'ulna, o la prima falange dell'ala, che costituisce il più lungo elemento dell'ala, sono infatti presenti anche negli scheletri degli esemplari di "P." micronyx; Inoltre, le proporzioni degli arti nel campione olotipo di A. primordius corrispondevano a quelle di "P." micronyx. Bennett concluse che Aurorazhdarcho primordius e "Pterodactylus micronyx" erano conspecifici; pertanto mantenne il nome Aurorazhdarcho come nome del genere distinto da Pterodactylus, ma cambiò il nome specifico da primordius a micronyx.
Come notato da Bennett (2013), la tassonomia di Aurorazhdarcho micronyx è ulteriormente complicata dalla precedente ipotesi dell'autore che i campioni di "Pterodactylus" micronyx fossero esemplari giovani di Gnathosaurus subulatus, che se confermato lo avrebbero reso l'ex sinonimo junior di quest'ultimo. Gnathosaurus subulatus è conosciuto solo da una mandibola incompleta dell'olotipo e da un cranio isolato; questo rende difficile il confronto, in quanto i teschi sono conosciuti solo da esemplari giovani di A. micronyx, mentre i grandi esemplari, tra cui NMB Sh 110, ne mancano. Così, Bennett ha affermato che fino a quando non si scoprirà un grande esemplare con un cranio e uno scheletro associati, non si potrà stabilire o respingere la sinonimia tra Gnathosaurus e Aurorazhdarcho.
Altri sinonimi probabili di P. micronyx sono Pterodactylus nettecephaloides (Ritgen, 1826) e P. redenbacheri (Wagner, 1851). Anche se entrambi questi nomi sono più vecchi di A. micronyx, Olshevsky (1991) li considerava nomina oblita ("nomi dimenticati") e quindi non sinonimi senior.